# Fritz Reuter (Mediziner)
Fritz Reuter (* 30. Mai 1875 in Wien; † 18. Oktober 1959 in Wien) war ein österreichischer Rechtsmediziner und Politiker.

## Leben
Reuter studierte Medizin in Zürich und Wien und arbeitete ab 1896 als Demonstrator am Institut für gerichtliche Medizin in Wien. Nach zwei Jahren in Graz ging er zurück nach Wien und habilitierte sich an der Universität Wien 1905. 1912 wurde er zum außerordentlichen Professor berufen. Von 1919 bis 1935 war er Ordinarius für gerichtliche Medizin in Graz und von 1935 bis 1938 in Wien. Zudem war er 1923, 1928, 1934 und 1935 als Dekan tätig.
1938 wurde Reuter vom nationalsozialistischen Regime entlassen. 1945 machte Österreich unter Staatssekretär für Unterricht Ernst Fischer (KPÖ) diese Entlassung rückgängig; Reuter wurde an der Universität Wien wieder als Ordinarius für gerichtliche Medizin berufen und war bis zu seiner Emeritierung 1946 tätig.
Reuter war Mitglied der Deutschen Akademie der Naturforscher Leopoldina, der Gesellschaft der Ärzte in Wien sowie Ehrenmitglied der Deutschen Gesellschaft für gerichtliche und soziale Medizin. Zudem war er vom 8. Juni 1945 bis zum 14. Februar 1946 als Gesundheitsstadtrat für die Österreichische Volkspartei Mitglied von Landesregierung und Stadtsenat Körner I. 1946 bis 1949 war Reuter hygienischer Konsulent beim von Karl Maisel (SPÖ) geleiteten Bundesministerium für soziale Verwaltung. Er wurde am Hietzinger Friedhof bestattet.